# Sainte-Adèle
Sainte-Adèle är en stad (kommun av typen ville) och tätort (centre de population) i provinsen Québec i Kanada. Folkmängden uppgick 2021 till 14 010 i kommunen och 6 019 i tätorten.

### Fotnoter
1. 1 2  ”Table 98-10-0004-01  Population and dwelling counts: Canada, provinces and territories, census divisions, census subdivisions (municipalities) and designated places” (på engelska). Census of Population. Statistics Canada. 9 februari 2022. doi:10.25318/9810000401-eng. https://www150.statcan.gc.ca/t1/tbl1/en/tv.action?pid=9810000401&geocode=A000224. Läst 3 augusti 2024.
2. 1 2  ”Table 98-10-0011-01  Population and dwelling counts: Canada and population centres” (på engelska). Census of Population. Statistics Canada. 9 februari 2022. doi:10.25318/9810001101-eng. https://www150.statcan.gc.ca/t1/tbl1/en/tv.action?pid=9810001101. Läst 3 augusti 2024.